# Théories du sexe unique et des deux sexes
Les théories du sexe unique (one-sex theory) et des deux sexes (two-sex theory) sont deux modèles d’'anatomie humaine ou de développement fœtal présentés dans l’ouvrage de Thomas W. Laqueur Making Sex: Body and Gender from the Greeks to Freud (La fabrique du sexe : essai sur le corps et le genre en Occident).
Laqueur y soutient qu’un changement fondamental dans la perception de l’anatomie sexuelle humaine s’est produit en Europe aux XVIIIe et XIXe siècles. S’appuyant sur des auteurs tels qu’Aristote ou Galien, il avance que, jusqu’au XVIIIe siècle, les femmes et les hommes étaient perçus comme deux variations d’un même sexe fondamental : les organes génitaux féminins étaient considérés comme homologues aux organes masculins, mais situés à l’intérieur du corps plutôt qu’à l’extérieur. Ainsi, le vagin était interprété comme un pénis intérieur, les lèvres vulvaires comme un prépuce, l’utérus comme un scrotum et les ovaire comme des testicule.
Laqueur mobilise également la théorie des humeurs, avec les fluides corporels interchangeables pour appuyer le modèle du sexe unique. Cependant, selon lui, un renversement s’opère au cours du XVIIIe siècle, avec l’émergence d’une vision fondée sur l’existence de deux sexes opposés. Ce changement de paradigme s’expliquerait principalement, d’après Laqueur, par des transformations politiques qui ont redéfini la manière dont la sexualité féminine était perçue. Une des conséquences de cette évolution serait la redéfinition du rôle de l’orgasme féminin, devenu considéré comme non essentiel à la conception après le XVIIIe siècle. Les femmes et les hommes commenceraient alors à être envisagés comme radicalement opposés, chaque sexe étant défini en contraste avec l’autre. L’œuvre de Freud, enfin, aurait contribué à renforcer cette sexualisation différenciée en prescrivant des normes sur la manière dont les femmes devaient ressentir le plaisir.
Les thèses de Laqueur ont fait l’objet de critiques de la part de plusieurs chercheurs, notamment Katharine Park, Robert Nye, Helen King, Joan Cadden et Michael Stolberg,,,,. Ces auteurs lui reprochent d’avoir mal représenté ou omis certains travaux antérieurs, ainsi que d’avoir proposé une vision trop simplifiée et linéaire du passage du modèle du sexe unique à celui des deux sexes.